# Tchitundo-Hulu
Tchitundo-Hulu (també Tchitundulo) és un morro granític situat al municipi de Virei, 137 km a l'est de Namibe, a la província de Namibe, a Angola.
El lloc és conegut per les pintures rupestres de Morro Sagrado dos Mucuísses, un dels conjunts rupestres de la Prehistòria existents a Angola, on hi abunden representacions d'animals i dibuixos esquematitzats
El jaciment arqueològic de Tchitundo-Hulu té una edat de més de quatre mil anys i és el punt de partida de les arts rupestres d'Àfrica que tenen el seu inici a la província de Namibe.
A pesar de la rellevància del lloc, els gravats estan en perill de desaparició, per l'erosió, per accions tèrmiques de la capa superficial de la roca que posteriorment es fragmenta. Els gravats principals es troben al gran turó de granit que dona accés a l'anomenada "Casa Maior", que s'obre sobre un penya-segat amb forma d'amfiteatre.
Els gravats i pintures són datades del Paleolític i Neolític i atribuïdes a pobles que habitaven el lloc, abans de l'arribada dels bantu.